# Судетска област
Судетска област (Судетенланд, на немски: Sudetenland; на чешки: Sudety или pohraniční území, на полски: Kraj Sudetów) е название, използвано от 1938 – 1945 за регион, населяван предимно от судетски немци (на немски: Sudetendeutsche; на чешки: sudetští Němci; на полски: Niemcy Sudeccy) в различни части на Чехия (Бохемия, Моравия и част от Силезия). Обхваща само региона, включващ планинската верига Судети. От 1918 – 1938 и след 1945 година регионът е част от Чехословакия (след 1993 от Чехия) и малка част в Полша.

## История
Областите, включващи се в състава на Судетите, до XIX век (с появата на понятието национализъм) никога не са образували единна историческа област, която да се разграничава от историята на Бохемия.

## Ранен произход
В периода на Късното Средновековие регионът бил разположен по планинската граница на Кралство Бохемия, където през Великото преселение на народите се заселва главно от западните славянски чехи. На запад от планините на Бохемия чешките земи граничели с херцогствата Бавария и Франкония. При походите си средновековните германски херцогства се установили в прилежащите австрийски земи – на юг от Чешко-Моравското възвишение и северния регион на Майсен. В хода на немската експанзия, немски заселници от ХІІІ век също са преместени в горната част на региона Лужица и Херцогство Силезия – северната част на Судетските планини.
Още след втората половина на XIII век тези бохемски гранични региони биват заселени от етнически германци, които са поканени лично от бохемските крале от династията Пршемисловци – особено от Отокар II (1253 – 1278) и Вацлав II (1278 – 1305). След падането от власт на династията на Пршемисловци през 1306 г., аристокрацията на Бохемия издига на власт крал Йоан Люксембургски, чийто син – крал Карл ІV, бива избран за император на Римската империя през 1355 година. Той добавя към територията на Бохемия земите на Лужица, които след това са заселени изцяло от германско население. По време на неговото управление Бохемия достига своя политически и териториален апогей. В хълмистите гранични региони германските заселници осъществяват голямо производство на стъкло. Положението на германското население се утежнява от Хуситските войни (1419 – 1434), въпреки че сред хуситските въстаници е имало и германци.
Дотогава германците до голяма степен се заселват в хълмистите бохемски гранични региони, както и градовете в низините, баварците се заселват в Южна Бохемия и Южното Поморавие, в Бърно, Ческе Будейовице и Западна Бохемия – в Пилзенския регион, франконците се заселват в Жатец, а санксонците в Северна Бохемия.
През 1618 година борбата за бохемския престол се превръща в Тридесетгодишната война, опустошила чешките земи и довела до изгонването на протестантското благородничество. В обновената Конституция от 1627 година чешкият език е обявен за официален език на кралството, макар че немският, чиято роля се увеличила, и латинският, се ползвали от аристократите. Независимо от това германското културно влияние нараства силно през епохата на Просвещението и Ваймарския класицизъм. От друга страна, в хода на Романтизма се заражда национално движение, под формата на австро-славянска идеология, разработена от чешки политици като Франтишек Палацки и пангермански активисти.
Конфликтите между чешки и германски националисти се появяват през XIX век, например в революциите от 1848 г.: докато немскоезичното население на Бохемия и Моравия иска да участва в изграждането на немска национална държава, чешкоезичното население настоява за опазване на Бохемия от такива планове. Бохемия остава част от Австрийската империя и Австро-Унгария до разгрома ѝ след Първата световна война.

## Първата световна война и последиците от нея
По време на Първата световна война процентът на жертви в Судетите е по-висок от повечето други немскоезични области на Австро-Унгария и е надвишен само от германските – Южна Моравия и Каринтия. 34 от всеки 1000 жители са били убити.
След Първата световна война Австро-Унгария се разпада. В края на октомври 1918 година за независима държава е обявена Чехословашка държава, състояща се от земите на Бохемското царство и от области, принадлежащи към Кралство Унгария. Въпреки това, Судетската област остава в новосъздадената Чехословакия, мултиетническа държава на няколко народа: чехи, немци, словаци, унгарци, поляци.
На 20 септември 1918 г., правителството в Прага иска мнението на САЩ за Судетите. Президентът Удроу Уилсън изпраща посланик Арчибалд Кулидж в Чехословакия. След като Кулидж става свидетел на демонстрации на судетските немци, той предлага възможността за преотстъпване на някои немскоезични части на Бохемия на Германия (Хеб) и Австрия (Южна Моравия и Южна Бохемия). Той също така настоява, че населените с германци райони на Западна и Северна Бохемия трябва да останат в рамките на Чехословакия. Въпреки това, американската делегация на преговорите в Париж, начело с Алън Дълес, подчертава искането за запазване на единството на чешките земи, и така решава да не изпълни предложението на Кулидж.
Създадени са четири регионални административни единици:
- Провинция Немска Бохемия – регионите на Северна и Западна Бохемия;
- Провинция на Судетите — регионите на Северна Моравия и Австрийска Силезия;
- Бохемски планински регион – регионът на Шумава / Южна Бохемия;
- Германска Южна Моравия

Американската комисия на мирната конференция в Париж излиза с декларация, която дава единодушна подкрепа за „единство на чешките земи“. По-специално в декларацията се заявява:
| „ | Комисията беше [...] единодушна в препоръката си, че отделянето на всички области, населени от немско-бохеми не само ще изложи Чехословакия на големи опасности, но също така ще създаде големи трудности за самите германци. Единственото практично решение е да включи тези германци в Чехословакия. | “ |

Няколко германски малцинства в Моравия, включително германското население в Бърно и Оломоуц, също се опитват да обявят своя съюз с германска Австрия, но не успяват. Чехите не приемат стремежите на судетските немци и изискват включването на Судетската област в своята държава (въпреки присъствието на повече от 90% на етнически германци в областта, вследствие на което се стига до наличието на 23,4% германско население в цяла Чехословакия), на основание че те винаги са били част от чешките земи. Договорът от Сен Жермен през 1919 г. потвърждава включването на немскоезичните територии в рамките на Чехословакия. Въпреки това, през следващите две десетилетия някои германци в Судетите продължават да се борят за отделяне от Чехословакия на населените с немци райони.

## В рамките на Чехословашката република (1918 – 1938)
Според преброяване на населението от февруари 1921 година, в Чехословакия живеят 3 123 000 германци – 23,4% от общото население. Противоречията между чехите и германското малцинство (което представлява мнозинство в областите на Судетите) се забавят през 1920-те, но се засилват през 1930-те.
По време на Голямата депресия най-вече планинските райони, населени от германското малцинство, заедно с други периферни райони на Чехословакия, били силно засегнати от икономическата депресия – повече от вътрешните райони на страната. За разлика от по-слабо развитите региони (Рутения, Моравска Влахия), Судетите имали висока концентрация на уязвими експортно зависими отрасли (като стъклени произведения, текстилната промишленост, производство на хартия и играчки). 60% от бижутерийната и стъкларската промишленост се намира в Судетите, 69% от служителите в този сектор са германци. Секторът за производство на стъкло е бил засегнат от намалена покупателна способност, а също и от защитните мерки в други страни и много германски работници загубват работата си.
Високата безработица прави хората по-отворени към популистки и екстремистки движения (комунизъм, фашизъм и немски иредентизъм). В тези години германските националисти, а по-късно Судетската германска партия (СГП), с радикалните си искания придобиват огромна популярност сред германците в Чехословакия.

## Анексия на Судетите от Нацистка Германия

### Судетската криза
Увеличаването на агресивността на Хитлер кара чехословашката армия да изгради обширни чехословашки гранични укрепления, чийто строеж започва през 1936 г., за да защити проблемния регион на границата.
Веднага след Аншлуса на Австрия в Третия райх през март 1938 година Хитлер се обявява в защита на етническите германци, живеещи в Чехословакия, и предизвика „Судетската криза“. През следващия месец судетските нацисти, водени от Конрад Хенлайн, агитират за създаването на автономия. На 24 април 1938 г. СГП обявява програма, която в своите осем точки изисква пълно равенство между судетските немци и чешкия народ. На 30 юни 1938 г. правителството приема тези искания.
През август британският министър-председател Невил Чембърлейн праща лорд Рънсиман в Чехословакия, за да се види дали той може да разреши спора между правителството на Чехословакия и немците в Судетите. Първия ден лорд Рънсиман се среща с президента Бенеш и министър-председателя Милан Ходжа, както и със судетските немци от партията на Хенлайн. В своя доклад след завръщането си във Великобритания лорд Рънсиман изразява тъга, че не може да се постигне споразумение между различните страни, но той се съгласява с лорд Халифакс, че важното е спечеленото време. Лорд Рънсиман докладва за положението на германците в Судетите, като същевременно дава подробности за четири плана за справяне с кризата – прехвърляне на Судетите на Райха; провеждане на плебисцит относно прехвърлянето на Судетите на Райха; свикване на конференция на Четирите сили по Судетския въпрос; създаване на федерална Чехословакия. В доклада си лорд Рънсиман казва, че големите центрове на опозицията са били в Егер и Асч, в северозападния ъгъл на Бохемия, където има около 800 000 германци и много малко други. Той казва, че прехвърлянето на тези области в Германия почти със сигурност ще бъде нещо добро. Според него, чехословашката армия със сигурност ще се противопостави на тази идея и добавя, че Бенеш е казал, че Чехословакия ще се бори вместо да приеме.
Британският министър-председател Невил Чембърлейн се среща с Адолф Хитлер на 15 септември и се съгласява на преотстъпване на Судетите. Три дни по-късно френският министър-председател Едуар Даладие прави същото. Чехословашки представител не е бил поканен на тези обсъждания.
Чембърлейн се среща с Хитлер в Годесберг на 22 септември, за да потвърди споразуменията. Хитлер обаче, с цел да използва кризата като претекст за война, сега изисква не само анексирането на Судетите, но и непосредствена военна окупация на териториите, като чехословашката армия няма да има време да адаптира своите отбранителни мерки по новите граници. Като решение италиански диктатор Бенито Мусолини предлага свикване на конференция на най-високо равнище в Мюнхен и на 29 септември, Хитлер, Даладие и Чембърлейн се срещат и приемат предложението на Мусолини (всъщност, изготвен от Херман Гьоринг) и подписват Мюнхенското споразумение, с което се предприема незабавната окупацията на Судетите. Чехословашкото правителство, макар че не е страна по преговорите, обещава да се придържа към споразумението (30 септември).
Между 1 и 10 октомври 1938 г. Судетите са присъединени към Германия. Чешката част на Чехословакия впоследствие бива нападната от Германия през март 1939 г. с цел да бъде включена и тя в състава ѝ. Останалата част се превръща в Протекторат Бохемия и Моравия. Частта Словакия обявява своята независимост от Чехословакия, превръщайки се в Словашка република-сателитна държава и съюзник на Нацистка Германия. Частта от външната граница е нападната и приложена от Полша.

### Судетската област като част от Нацистка Германия
Судетите първоначално са поставени под военна администрация, с генерал Вилхелм Кайтел като военен губернатор. На 21 октомври 1938 г., приложените територии биват разединени, като южните части биват включени в съседната Reichsgaue Oberdonau и Niederdonau. Северните и западните части са реорганизирани като Судетите на Reichsgau, с град на Reichenberg (дн. Либерец), създадена като нейна столица. Судетската област се състои от три политически области: в Егер (с Karlsbad, като капитал), Усти (Aussig) и Опава (Troppau).
Малко след анексирането, евреите, които живеят в Судетите, биват широко преследвани. Както навсякъде в Германия, много синагоги са подпалени и многобройните водещи евреи са изпратени в концентрационни лагери. В по-късните години, нацистите са транспортирали до 300 000 чешки и словашки евреи в концентрационни лагери, където много от тях са избити или са умрели. Освен евреите и чехите на преследване са подложени и германските социалисти, комунисти и пацифисти. Някои от германските социалисти избягали от Судетите през Прага и Лондон в други страни.
Въпреки това, на 4 декември 1938 г. има избори в Судетската област, в която 97,32% от възрастното население гласува за нацистката партия (NSDAP). Около половин милион судетски германци се присъединяват към нацистката партия, което е 17,34% от общия германското население в Судетската област (средната на NSDAP членство участие в Нацистка Германия е само 7,85% през 1944 г.). Това означава, че Судетите е един от най-про-нацистки региони на Третия райх. Благодарение на познанията си на чешки език, много судетски немци са били заети в администрацията на етнически чешкия протекторат Бохемия и Моравия, както и в нацистки организации (Гестапо и др.). Най-забележителен е Карл Херман Франк: СС и генерал от полицията и държавният секретар в протектората.

## Експулсирането и презаселване след Втората световна война
След края на Втората световна война Потсдамското споразумение от август 1945 г. определя, че Судетската област ще трябва да бъде върната на Чехословакия. Като следствие от огромната враждебност срещу всички германци, които са израсли в Чехословакия заради пронацисткото им поведение, по-голямата част от германците са изгонени (докато съответното чехословашко законодателството, предвидено за останалите германци, които са били в състояние да докажат своята антинацистка принадлежност). Броят на изгонените германците в ранната фаза (пролет-лято 1945) е бил около 500 000 души. На останалите германци им е позволено да останат в Чехословакия.
Много от германците, които остават в Чехословакия, по-късно емигрират в Западна Германия (над 100 000). Тъй като германското население е прехвърлено в Германия, Судетските земи са заселени най-вече от чехите, но също и от други националности на Чехословакия: словаци, гърци (при пристигането си в навечерието на Гръцката гражданска война 1946 – 1949), цигани и унгарци. Някои области – като част от Чешка Силезия, Моравската погранична зона, югозападната част на Бохемия (Шумава), западната и северната части на Бохемия – остават обезлюдени за дълго поради стратегически причини или просто поради липса на развитие. Освен това, още преди спускането на Желязната завеса през 1952 – 1955 година, е изградена т.нар. „забранена зона“ на 2 км от границата, в която е забранено пребиваването на цивилни граждани. По-широкият регион, или съществуващата „гранична зона“, до 12 км от границата, в които няма „нелоялни“ или „заподозряни“, цивилни граждани могат да пребивават или работят. Така, например, цялата област на Аш попада в граничната зона. Това състояние остава до 1989 година.
В преброяването от 2001 година около 40 000 души в Чехия твърдят, че са с немска етническа принадлежност.